# Jan Hanuš
Jan Hanuš (né à Prague le 2 mai 1915 – 30 juillet 2004) est un compositeur tchèque du XXe siècle. 
Presque toutes les genres sont représentés parmi ses œuvres, dont beaucoup sont ouvertement politiques, exprimant des sentiments anti-nazi, anti-fasciste et anti-communiste. Il est l'un des compositeurs tchèque important du XXe siècle avec Viktor Kalabis et Miloslav Kabeláč.

## Biographie
Hanuš étudie la composition en leçons privées avec Otakar Jeremiáš entre 1932 et 1940 tout en fréquentant le Conservatoire de Prague, où il étudie la direction d'orchestre avec Pavel Dědeček, où il est diplômé en 1940. Il étudie ensuite dans une école de commerce et travaille ensuite à la fois en tant que rédacteur et rédacteur en chef de plusieurs grandes maisons d'éditions de Prague, notamment celle de son grand père († 1919), le compositeur František A. Urbánek & fils, et Panton. En tant qu'éditeur, il joue un rôle important en supervisant l'édition des œuvres complètes de Antonín Dvořák et Zdeněk Fibich (1955–59) – que plus tard, il s'inspirera dans ses œuvres, avec Smetana – ainsi que l'édition critique des œuvres de Leoš Janáček. Il contribue également à faire connaître les œuvres de Foerster et Otakar Ostrčil, occupant ce poste jusqu'en 1970. Il fait partie aussi de la société internationale pour l'éducation musicale et membre du comité du Festival du Printemps de Prague.
Si la première mélodie de Hanuš date de 1936, ses premières œuvres publiques se fondent sur ses passions, le philosophique et le patriotique, comme l'expose son opéra « La flamme » (1944). Porté par le lyrisme proche de la tradition nationale dans la première décennie d'après-guerre, son œuvre se meut dans une nouvelle tendance au dramatisme vers la fin des années 1950. L'innovation expressive, se combinant d'un classicisme traditionnel avec l'électronique (comme on le voit dans l'opéra « Le flambeau de Prométhée », 1961). Une grande partie des œuvres de Hanuš s'inspire des poètes tchèques, notamment de son ami, Jaroslav Seifert, lauréat du Prix Nobel de littérature. Durant les années 1950, Hanuš a courageusement et publiquement défendu son ami Rudolf Margolius (en) victime du procès de Prague.
Après la révolution de velours en 1989, Hanuš a retrouvé les mêmes honneurs conférés par le régime communistes. En 1999 Václav Havel lui décerne la médaille du mérite tchèque (Za zásluhy). Après 1990 il est président de l'union des compositeurs tchèques. En 2004, il est fait citoyen d'honneur de la ville de Jílové, près de Prague, où est organisé un festival.
Son intérêt pour la musique sacrée est important : il compose un Requiem (1991–95), huit messes, des cantates et des oratorios, dont un oratorio de Pâques Ecce homo, sur un texte de Václav Renč (cs), créé au Festival du Printemps de Prague en 2005. Pour la scène, il laisse cinq opéras et trois ballets. Il écrit aussi sept symphonies composées du début des années 1940 à la fin des années 1980.
Il a collaboré aussi à quelques films, notamment une adaptation pour la télévision de L'Île au trésor (1966) de Stevenson et du roman de James Fenimore Cooper, Le Dernier des Mohicans (1968).

## Œuvres (sélection)

### Opéras
- Plameny [La flamme], Opéra-rhapsodie sur un texte de Hanuš et J. Pokorny, op. 14 (1944)
- Sluha dvou pánů [Le serviteur de deux maîtres], Opéra en 5 tableau d'après la comédie de Goldoni, sur un livret de J. Pokorny, op. 42 (1958)
- Pochodeň Prométheova [Le flambeau de Prométhée], Opéra en trois actes d'après Eschyle, sur un livret de J. Pokorny, op. 54 (1961)
- Pohádka jedné noci [Le conte d'une nuit], Opéra inspiré d'un conte extrait des Mille et une nuits, sur un livret J. Pokorny, op. 62 (1961)
- Contention over a Goddess, Opéra burlesque en un prologue et trois tableaux d'après Aristophane, sur un livret de J. Hanuš, op. 105 (1983)

### Ballets
- Sůl nad zlato, Ballet en cinq tableaux d'après un conte populaire de Božena Němcová, op. 28 (1953)
- Othello, drame dansé en 7 tableau d'après Shakespeare, op. 36 (1955)
- Labyrinthe, méditation dansée sur la Divine Comédie de Dante, op. 98 (1980)[4]

### Symphonies
- Symphonie no 1 « Dolorosa », en mi majeur pour grand orchestre et alto solo, sur le texte du Stabat Mater de Jacopone da Todi, op. 12 (1942)
- Symphonie no 2 « Píseň bratra slunce » [Chanson de frère soleil], en sol majeur, op. 26 (1951)
- Symphonie no 3 « Pravda světa » [Le vrai monde] en ré mineur, op. 38 (1956) Dédiée à la mémoire de son ami Rudolf Margolius.
- Symphonie no 4 « Píseň o Bernadetě » [Le chant de Bernadette], op. 49 (1960)
- Symphonie no 5, op. 58 (1964)
- Symphonie no 6 « Noc bez luny », op. 92 (1978)
- Symphonie no 7 « Klíče království » [Les clés du royaume], pour orchestre, chœur mixte, soprano et baryton solo, sur des textes sacrés, op. 116 (1989)

### Œuvres instrumentales
- Première suite from the ballet Sůl nad zlato, pour orchestre, op. 28a (1952)
- Symphonie Concertante pour orgue, harpe, timbales et cordes, op. 31 (1953)
- Peter et Lucia, fantaisie symphonique d'après l'histoire de Roland, op. 35 (1955)
- Première suite du ballet Othello, op. 36a (1956)
- Seconde suite du ballet Othello, op. 36b (1956)
- Galeria Goldoni, Partia buffa pour petit orchestre et piano préparé, op. 42a (1977)
- The Secret Trumpeter, Ouverture pour trompette solo et orchestre d'après un argument de Whitman, op. 53 (1961)
- Fragments from Prometheia, première suite pour orchestre symphonique et sons électroniques, op. 54a (1964)
- Concerto doppio pour hautbois, harpe et orchestre, op. 59 (1965)
- Concerto grosso pour grand orchestre de cuivres, op. 71 (1971)
- Notturni di Praga pour orchestre de chambre, op. 75 (1972)
- Three Essays, triptyque symphonique, op. 86 (1975)
- Three Dantesque Preludes d'après le ballet Labyrinth pour orchestre, op. 98a (1983)
- Variations and Collages pour orchestre, op. 99 (1982)
- Passacaglia concertante pour deux violoncelles, celesta et ensemble de chambre à cordes, op. 102 (1984)
- Umbrella from Piccadilly mélodie pour voix graves d'hommes et orchestre, op. 103 (1984), dédié à Heda Margolius Kovály
- Variations in the Manner of Aristophanes, pour petit orchestre et piano, op. 105a (1987)
- Věže babylonské [Tours de Babylone], parabole symphonique sur la fierté, la chute et la reconnaissance, pour orchestre, op. 122 (1995)
- Eulogy, Idyll - sinfonietta en un mouvement pour orchestre et soprano solo sur un texte de Ladislav Stehlik, op. 16 (1945)

### Musique concertante
- Concerto pour violon et orchestre, op. 112 (1986)
- Concerto-fantasia pour violoncelle et orchestre, op. 117 (1990)

### Musique de chambre
- Sonatine pour alto et piano, op. 37 (1956)
- Diptych pour violoncelle ou alto solo, op. 115 (1988–1989)

## Hommages
L'astéroïde (27986) Hanuš est nommé en son honneur.

## Discographie
- Symphonie no 2, Suite de ballet Sůl nad zlato - Orchestre philharmonique tchèque, Dir. Karel Ančerl (19–21 décembre 1955 et 29–30 juin/2–3 juillet 1956, Supraphon) (OCLC 61251271)
- Symphonie no 6 - Orchestre philharmonique tchèque, Dir. Václav Neumann (Supraphon)
- Symphonie concertante pour orgue, harpe, timbales et cordes - Orchestre philharmonique tchèque, Dir. Karel Ančerl (25 avril 1966, Supraphon) (OCLC 52212874)